# Hinrich John
Hinrich John (* 11. Mai 1936 in Kiel) ist ein ehemaliger deutscher Leichtathlet und Olympiateilnehmer, der – für die Bundesrepublik startend – in den 1960er Jahren ein erfolgreicher 110-Meter-Hürdenläufer war. Er gewann bei den Leichtathletik-Europameisterschaften 1966 die Silbermedaille (14,0 s).
Bei den Europäischen Hallenspielen 1966 in Dortmund wurde John Dritter über 60 Meter Hürden.
Bei den Olympischen Sommerspielen 1964 und Olympischen Sommerspielen 1968 erreichte er jeweils das Semifinale (1964: 14,1 s; 1968: 13,8 s). Von 1964 bis 1968 war er Deutscher Meister über 110 Meter Hürden. 1965 errang er außerdem den Meistertitel über die in diesem Jahr letztmals ausgetragene 200-Meter-Hürdenstrecke.
Hinrich John gehörte dem Verein Hannover 96 an. In seiner Wettkampfzeit war er 1,83 m groß und 76 kg schwer. 1968 erhielt er den Rudolf-Harbig-Gedächtnispreis. Für seine Verdienste um den Sport in Niedersachsen wurde er in die Ehrengalerie des niedersächsischen Sports des Niedersächsischen Instituts für Sportgeschichte aufgenommen.
Für seine sportlichen Leistungen wurde er am 20. Mai 1968 mit dem Silbernen Lorbeerblatt ausgezeichnet.
Hinrich John war 1968 Kapitänleutnant bei der Bundesmarine und Leiter der Stammkompanie in der Marinefernmeldeschule in Flensburg-Mürwik.